# Зайчиков Олександр Сергійович
Олександр Сергійович Зайчиков (нар. 17 серпня 1992, с. Заслонов, Лепельський район, Вітебська область, Білорусь) — казахський важкоатлет, бронзовий призер Олімпійських ігор 2016 року, чемпіон світу.
У 2013 році Міжнародна федерація важкої атлетики дискваліфікувала спортсмена на 2 року після позитивного допінг тесту
.

## Результати
| Рік              | Місце                    | Вага             | Ривок            | Ривок            | Ривок            | Ривок            | Поштовх          | Поштовх          | Поштовх          | Поштовх          | Загалом          | Місце            |
| Рік              | Місце                    | Вага             | 1                | 2                | 3                | Місце            | 1                | 2                | 3                | Місце            | Загалом          | Місце            |
| Олімпійські ігри | Олімпійські ігри         | Олімпійські ігри | Олімпійські ігри | Олімпійські ігри | Олімпійські ігри | Олімпійські ігри | Олімпійські ігри | Олімпійські ігри | Олімпійські ігри | Олімпійські ігри | Олімпійські ігри | Олімпійські ігри |
| ---------------- | ------------------------ | ---------------- | ---------------- | ---------------- | ---------------- | ---------------- | ---------------- | ---------------- | ---------------- | ---------------- | ---------------- | ---------------- |
| 2016             | Ріо-де-Жанейро, Бразилія | 105 кг           | 185              | 190              | 195              | 3                | 223              | 227              | 227              | 4                | 416              | 3                |
| 2012             | Лондон, Велика Британія  | 105 кг           | 155              | 165              | 165              | 14               | 195              | 201              | 205              | 8                | 360              | 12               |
| Чемпіонат світу  |                          |                  |                  |                  |                  |                  |                  |                  |                  |                  |                  |                  |
| 2015             | Х'юстон, США             | 105 кг           | 186              | 191              | 191              | 2                | 225              | 230              | 233              | 2                | 421              | 1                |